# Boyden-observatoriet
För andra betydelser, se Boyden.
Boyden-observatoriet är ett astronomiskt forskningsobservatorium och centrum för vetenskapsutbildning beläget i Maselspoort, 20 kilometer nordost om staden Bloemfontein, Sydafrika. Observatoriet förvaltas av fysikavdelningen vid University of the Free State (UFS). Boydens vänner bistår observatoriet som en offentlig stödgrupp, organiserar öppna kvällar och bevakar dess allmänna intresse. Boyden använder sig också av medlemmar av ASSA Bloemfontein Centre, stadens amatörastronomiklubb, som presentatörer och teleskopassistenter.

## Historik
Boyden Station of Harvard Observatory grundades 1889 av Harvard University vid Mount Harvard nära Lima, Peru. Det flyttades till Arequipa, Peru i oktober 1890. Det fick namn efter Uriah A. Boyden, som 1879 i sitt testamente lämnade 238 000 USD till Harvard Observatory att användas för astronomiska ändamål. Betydande arbete som gjordes vid Arequipa var bland annat William Henry Pickerings upptäckt av Phoebe, en av Saturnus yttre månar, med hjälp av fotografiska plåtar exponerade med en 24-tums Bruce Astrograph. Fotografier av magellanska molnen, tagna i Arequipa med Metcalf Triplet-refraktorn, användes av Henrietta Swan Leavitt när hon upptäckte sambandet mellan cepheiders period och ljusstyrka.
År 1927 flyttades observatoriet till sin nuvarande plats i Sydafrika. Detta gjordes därför att det förväntades att himlen i Bloemfontein skulle vara mindre molnig än Arequipa, vilket efter två år av observationer visade sig vara riktigt. Platsen nära byn Mazelspoort invigdes formellt 1933. Dess första och långvarige chef i Sydafrika var John S. Paraskevopoulos, som innehade posten från 1927 till 1951. Finansiella problem vid Harvard ledde nästan till stängningen av Boyden 1954, men flera europeiska länder blev partners i finansiering och användning av observatoriet. År 1975 meddelade Harvard, som hade övergått till namnet Smithsonian Institution, att det skulle dra tillbaka sitt stöd följande år. UFS gick med på att stödja anläggningen och den donerades 1976 till UFS.

## Teleskop
- Boyden-UFS-teleskopet, också känt som Rockefeller Reflector, är en 60-tums Cassegrain-reflektor.
- Watcher Robotic-teleskopet är ett 16-tums, f/14.25 robotteleskop utvecklat av University College Dublin och UFS.[11] Det används primärt för att observera spektrum i synligt ljus efter utbrott av gammablixtar.[12][13]
- Nishimura-teleskopet är en 16-cm reflektor insatt av Nagoyas universitet och tillverkad av Nishimura Co. Ltd. år 2000.[14] Det är inte i bruk från och med 2009.[15]
- Alvan Clark-teleskopet är en 13-cms refraktor benämnd efter sin tillverkare, Alvan Clark. Teleskopet installerades första gången vid Mount Wilson Observatory 1889. Det används för aktiviteter riktade mot allmänheten.[16]
- Metcalf Photographic Triplet-refraktorn på 25 cm är över hundra år gammal och används vid visningar.[17]
- En 20 cm coelostat (solteleskop) används också för utåtriktade aktiviteter.[18]

## Forskning och upptäckter
Boyden Observatory utför professionell astrofysikforskning med hjälp av en 1,5-meters reflektor. Förutom forskningsprogrammet driver observatoriet ett aktivt utbildningsprogram för skolbarn såväl som för allmänheten, som lockar tusentals besökare varje år. 
Minor Planet Center listar observatoriet som upptäckare av 4 asteroider.
| Upptäckta asteroider: 4 | Upptäckta asteroider: 4 |
| ----------------------- | ----------------------- |
| 4301 Boyden             | 7 augusti 1966          |
| 5298 Paraskevopoulos    | 7 augusti 1966          |
| 11781 Alexroberts       | 7 augusti 1966          |
| 14310 Shuttleworth      | 7 augusti 1966          |